# Milícies Confederals de la CNT de Llevant
Les Milícies Confederals de la CNT de Llevant són les milícies reclutades per la CNT a les seccions del País Valencià, Regió de Múrcia i Albacete que lluitaren durant la guerra civil espanyola.
Durant els primers mesos de la Guerra Civil espanyola, en el bàndol republicà, els partits polítics i els sindicats van formar milícies populars amb la intenció de contrarestar el Cop d'estat del 18 de juliol de 1936. Entre altres participants la central sindical Confederació Nacional del Treball (CNT) i els grups anarquistes van organitzar les anomenades milícies confederals. Aquestes van predominar al Front d'Aragó (Saragossa i Osca), en el setge de Màlaga i al Front de Terol.
Les milícies que van envoltar Terol durant el mes d'agost de 1936 van sortir de Castelló, València i altres ciutats del Llevant com Alcoi, Alacant o Cartagena. I entre elles, les més nombroses van ser les organitzades per la CNT.
A diferència dels futurs exèrcits republicans d'Aragó o del Centre (Madrid i voltants), la CNT no tindria gran influència arran de la militarització. En ser València el lloc triat pel Govern republicà com a seu, l'Estat republicà es reconstruiria des d'allí, asfixiant tot intent d'autogovern.

## La CNT en Llevant durant la República
La costa de la Mediterrània sempre va ser una terra en la qual les idees anarquistes havien tingut més arrelament. Pràcticament des dels temps de la I Internacional l'anarquisme havia confluït amb el moviment obrer a les ciutats i pobles valencians i murcians. Van existir nombroses societats obreres de caràcter anarquista fins a la creació de la CNT en 1910. En 1920 es crearia la Regional de Llevant de la CNT que a més del País Valencià englobaria la Regió de Múrcia i la província d'Albacete. Així estaria configurada la CNT llevantina fins a la Guerra Civil de 1936.
En 1931, la CNT arriba al Congrés de Madrid amb més de 100.000 afiliats, sent la tercera confederació regional més forta de la CNT, darrere de Catalunya i Andalusia. Encara que l'anarquisme valencià estava baix mínims després d'anys de dictadura, aviat van aconseguir reorganitzar-se ràpidament entorn de la CNT. Els anarquistes de València estaven organitzats entorn de l'Ateneu de Divulgació Anarquista. No obstant això, en la CNT valenciana predominava el corrent moderat que més tard es denominaria trentista, liderada per Juan López Sánchez, després ministre en la Guerra Civil. Saludaven la República com un acte revolucionari, aconseguit per les masses, una conquesta del poble i es proposaven ajudar a consolidar-la adoptant una postura constructiva. La seva idea era reestructurar la CNT i organitzar-la en tant sindicat, dotant-la de Federacions d'Indústria.
Aquesta tendència era oposada a l'anarquista, que aviat es va organitzar entorn de la FAI. En 1931 Progreso Alfarache Arrabal era la seva figura més destacada. Llavors la República no havia tingut temps de consolidar-se. Espanya acabava de sortir d'una dictadura de 7 anys. S'estava demanant la dissolució de la Guàrdia Civil, l'exèrcit estava regirat, els camperols volien una reforma agrària immediata, els obrers de les ciutats exigien millores socials... Els anarquistes hi veien una oportunitat històrica per caminar cap a la revolució. I en lloc de consolidar la República buscarien anar cap a la seva destrucció. L'exemple el treien de Rússia, que quan va caure el règim tsarista al febrer de 1917, els bolxevics van atacar sense pietat al govern successor d'Aleksandr Kérenski fins a aconseguir la revolució a l'octubre de 1917. No calia deixar consolidar-se a un govern burgès.
Aquestes dues postures xocarien fortament durant els següents mesos. Els anarquistes (o faístes; de la FAI) tindrien més partidaris als pobles, especialment als pobles camperols de la regió, mentre que els trentistes serien majoritaris a València i a les indústries. El punt de fricció més forta va ser la unió FAI-CNT. Aquesta tenia el seu origen en els comitès pro-presos. L'any 1931 cada vaga acabava amb nombrosos ferits i detinguts. Quan s'empresonava als vaguistes els sindicats s'encarregaven de la seva defensa legal i de donar suport a la família del detingut. Però com sovint els presos ho eren per les seves idees anarquistes, la FAI va voler que el comitè fos paritari entre les dues organitzacions. Això era així des de 1928. Des dels sindicats treintistes es veia com una intromissió en els afers interns de l'organització. Però conforme passava 1932 les detencions van ser tantes que l'organització va quedar pràcticament sense recursos econòmics per atendre'ls.
El desenllaç va ser l'escissió dels trentistes. Aquesta va tenir lloc al Congrés Regional de sindicats d'Alcoi, del 29 de setembre al 2 d'octubre de 1932. En aquest congrés ambdues postures van xocar fortament, i a pesar que els anarquistes i cenetistes presents d'altres regionals van intentar calmar els ànims, a la fi d'any el Sindicat d'Aigua, Gas i Electricitat de València deixaria de pagar el segell confederal (les quotes a la CNT) mentre estigués la FAI en els comitès pro-presos. Pocs dies després eñ seguirien altres sindicats (Fusta, Transports, Vidre, Petrolis, Mercantil, Boters, Pescadors...). Amb aquesta mesura incomplien un acord de la Confederació i es col·locaven fora de la CNT. Van ser anomenats Sindicats d'Oposició. Se'ls calcula fins a 25.000 afiliats per al Llevant. No obstant això, malgrat quedar sense rivals, la facció anarquista tampoc aconseguiria reposar-se. La majoria dels seus militants més destacats estaven a la presó. Així que durant 1933, i fins a 1936, la CNT llevantina quedaria pràcticament en quadre.
Al febrer de 1936 enmig d'un clima d'unitat, el Front Popular guanya les eleccions de la República. S'havien llimat les asprors entre tots dos sectors llibertaris. També s'havia arribat a alguna entesa amb els socialistes després de la Vaga General de 1934 i s'havia creat l'Aliança Obrera a València. Els socialistes tenien la idea que la República els havia fallat i que calia una mesura revolucionària per evitar que Espanya acabés en mans del feixisme. Per als anarquistes la victòria del Front Popular va significar l'alliberament de nombrosos presos, molts d'ells significats. Arran de la seva llibertat molts grups anarquistes van començar a operar novament.
Al maig de 1936 va tenir lloc el Congrés de Saragossa, on es va acabar amb l'escissió i els trentistes van tornar a reintegrar-se en la CNT. En aquest congrés la Regional llevantina dona la xifra de 75.000 afiliats, sent 100.000 per a juliol.

## L'aixecament militar
A la fi de juny, la CNT organitza un Comitè de Defensa Confederal. Es recolzava en el Sindicat de la Construcció, que estava dominat pels anarquistes d'acció del grup Nosotros (els germans Pellicer, Segarra, Raimundo Jiménez, etc.). El grup Nosotros estava molt lligat al Comitè de Defensa, a les Joventuts Llibertàries i al Sindicat de la Construcció. El comitè s'encarregava de coordinar als quadres de defensa que s'organitzaven en els sindicats. No obstant això estaven molt mal armats, amb prou feines tenien pistoles i alguna escopeta. Els sindicats de la construcció solien estar dominats per la facció anarquista a gairebé totes les ciutats. Això es devia al fet que la construcció era el treball més comú entre els obrers que es quedaven en atur i havien de compaginar treballs ocasionals amb llargues estades en atur. Com els anarquistes solien ser acomiadats més sovint que els altres treballadors, sovint acabaven en les obres de la construcció, que era on finalment desenvolupaven la seva activitat sindical.
Els preparatius del cop no eren pas un secret. Dies abans del cop militar un grup de falangistes va ocupar Unión Radio i va llançar una proclama. Després de conèixer-se la revolta de Melilla, i els successos del 18 de juliol (l'aixecament a Andalusia), pel 19, els sindicats UGT i CNT convoquen a la vaga general indefinida i formen un comitè de vaga UGT-CNT. El grup Nosotros assalta dues armeries i entren al convent dels dominics buscant armes (cosa que no era gaire rara a les esglésies de l'època). El Sindicat de la Construcció ocupa el Seminari de Santo Tomás i l'utilitzarà com a seu a partir de llavors. El Front Popular convoca una manifestació massiva a la Plaça Castelar. A la nit alguns soldats escorcollen als civils a la recerca d'armes, cosa que produeix tensions.
Els partits del Front Popular van constituir la nit del 18 al 19 de juliol el Comitè Executiu Popular de València (CEP), que va començar a fer gestions amb el cap militar de la III Divisió Militar, Martínez Monje. Aquest mantenia una actitud ambigua cap a la República i no s'acabava de posicionar clarament. Assegurava la seva lleialtat republicana però volia que cessés la vaga. Va decidir aquarterar la tropa, la qual cosa va fer augmentar encara més els dubtes.
El 21 encara no havien deposat els militars les armes, així que la ira popular va derivar cap a les esglésies, malgrat el CEP (l'autoritat en aquests moments). El govern va enviar llavors una Junta Delegada, a càrrec del diputat republicà Diego Martínez Barrio, que el primer que va fer va ser sol·licitar la fi de la vaga, provocant la desconfiança dels sindicats. Va rebre el suport dels comunistes i del partit d'Azaña. Però els socialistes i els anarquistes es van oposar en ferm. El 23 tots dos sindicats van constituir un Comitè de Vaga Unificat per tractar amb el desproveïment que començava a patir-se a València. Al mateix temps cedien la direcció de la lluita militar al CEP, que va encarregar al capità de la Guàrdia civil Manuel Uribarri la formació de milícies. Cal dir que en la CNT la posició trentista va tornar a guanyar força i una vegada més s'estaven fent amb la Federació Local de València. Domingo Torres i Juan López eren els seus representants més significatius.
En aquests moments a València començava a viure's una revolució. Els sindicats estaven confiscant locals, formant grups de milicians i requisant tots els automòbils. Es va generalitzar la formació de comitès de fàbrica. Als pobles aquests comitès ho controlaven tot i estaven disposats a enviar a la capital combatents contra els feixistes.
El dia 24 arribaren a València dos vaixells des de Barcelona que portaven fusells. Els obrers del port confraternitzaren ràpidament amb els mariners i va créixer l'entusiasme. Aviat es va controlar la situació a Albacete, que un grup de guàrdies i milicians d'Alacant, Múrcia i Cartagena van prendre el 25. També es va controlar la base aèria de San Javier. Alacant va ser neutralitzat. A Alcoi els anarquistes van assaltar en caserna d'infanteria amb armes de València.
Mentrestant Uribarri estava instruint als voluntaris a la plaça de toros. I la Junta Delegada va enviar els primers batallons als fronts. El dia 22 va sortir un comboi per a Madrid i el 24 una columna mixta (la Columna Casas Sala o també Columna Fernández-Bujanda) de voluntaris i guàrdies civils per a Castelló que després es dirigiria a Terol. En aquests moments funcionaven tres poders a València: la Junta Delegada, el CEP i el comitè de vaga.
A Paterna els soldats, instigats pel sergent Fabra, van prendre la caserna d'enginyers, acabant amb els oficials rebels. Però la columna que anava a Terol va ser traïda pels guàrdies civils. En contra dels consells del CEP, la proporció de guàrdies i paisans era d'1 a 2, la qual cosa en un moment donat va fer que els primers tendissin una emboscada als segons, matant més de 40 milicians i portant cap a Terol per a ser executats als caps i altres voluntaris. D'altra banda, Martínez Monje radiava un missatge anunciant la seva adhesió a la República. Per tant, els obrers de la CNT van saber que havia arribat la seva hora i quan es van obrir les casernes van entrar apoderant-se de força armes.
El dia 1, els oficials de les casernes de la Alameda es van negar a partir cap a Madrid, com havia acordat Martínez Monje. Així que a la nit es van concentrar nombrosos obrers als voltants i va començar un tiroteig des de la caserna. A les 6 del matí els soldats van obrir les portes i es van passar al bàndol popular assenyalant ells mateixos als oficials feixistes, que van quedar a la disposició del Comitè de Defensa. Aquests militars van ser portats a un vaixell que va servir de presó. De l'assalt a les casernes es van aconseguir uns 2.500 mosquetons i uns 3.000 fusells, que amb els que van arribar de Barcelona i després de Madrid, seria tot l'armament que rebrien les milícies valencianes. El Comitè de Defensa de la CNT es va apropiar del convent de les Saleses que serviria d'ara endavant de caserna. La caserna d'Alcoi seria presa l'endemà. També s'alliberarien els presos de la presó de Sant Miquel dels Reis. La vaga continuaria uns dies més i la Junta Delegada del Govern d'Espanya abandonaria València el 4 d'agost, aclarint-se definitivament la situació de poder.

## Creació del Front de Terol
A la caserna de les Saleses s'anirien reunint els milicians de la CNT. En quatre dies van passar uns 1.500 homes i diverses dotzenes de dones. Se la hi coneixia com la Columna dels Grups de Defensa. Els grups del port van ser a la plaça de toros, per tal d'enquadrar-se per anar a Terol. Però no hi havia armes suficients, la qual cosa va ocasionar la restricció de nous voluntaris, que va provocar problemes. No hi havia canons ni metralladores, solament fusells i escopetes.
La primera columna que es va llançar sobre Terol, és la Casas Sala. Estava dirigida pel coronel de carabiners Fernández Bujanda, el capità Luis Sierra i el tinent Joaquín Oset Merlo. Estava nominalment al comandament el diputat socialista de Castelló, Francisco Casas Sala. La integraven uns mil milicians, sobretot socialistes, alguns carabiners i més de 400 guàrdies civils. Van partir de Sagunt per la carretera cap a Terol. Es van desoir els consells del Comitè Executiu Popular i la columna va partir amb una proporció milicians/guàrdies de 2 a 1, quan el recomanat era 4 a 1. El 30 de juliol arriben a La Puebla de Valverde i a la nit els guàrdies civils aconsegueixen control assassinant 40 milicians i portant-se com a ostatges d'altres i als líders de la columna. Van ser aquests guàrdies els que formarien el gruix dels rebels a Terol fins que van rebre reforços al setembre. Amb aquest fracàs la Junta Delegada del Govern havia quedat totalment desacreditada davant els valencians.
Des de la carretera de Madrid a Saragossa, les forces del cenetista Cipriano Mera van intentar aproximar-se a Terol el dia 28 de juliol. No obstant això, en Orihuela del Tremedal es van enredar en un combat que va durar bastants hores i que els va obligar a replegar-se. Un altre intent diferent de prendre Teruel va venir de Tarragona des d'on va sortir la petita columna Peñalver, per la zona Muniesa-Moyuela. El 3 d'agost va ser detinguda pel comandant Aguado que va sortir de Terol amb alguns guàrdies. Aquestes dues columnes posteriorment formarien l'enllaç entre el front de Terol i els fronts de Madrid, la primera, i d'Aragó, la segona.
Entretant van córrer rumors que a Sagunt hi havia armes, i feia allí van ser uns 150 milicians amb Rafael Martí (àlies Pancho Villa) al capdavant (havia vingut amb un grup d'Alcoi) el dia 7 d'agost. Van amenaçar d'assaltar la caserna de la guàrdia civil i van rebre alguns fusells. Van sortir aquest mateix dia cap a Terol. Poc temps després un centenar d'anarquistes de Sagunt els seguiria. Eren metal·lúrgics i portuaris i entre ells estaven Rufino Rodríguez, Dimas Ordóñez, Jorge Valero i Hipòlito Delgado. Van arribar fins a Sarrión el dia 8 d'agost. Allí es van ser ajuntant desorganitzadament diferents grups fins a aconseguir 400 milicians. El 9 d'agost tindrien el primer combat a Mora de Rubielos, a uns 25-30 quilòmetres de Terol.
Alhora sortiria de València una columna d'uns 500-600 milicians dirigits pel grup Nosotros (José Pellicer) i alguns militars. Van arribar a Barracas per tren i a Sarrión en autobusos. Cap al 12 d'agost la columna ja estava desplegada, i va ser quan va tenir el seu primer combat. Es creu que el nom de Columna de Ferro va sorgir en una de les reunions dels diferents grups a Sarrión, referint-se a metal·lúrgics del Port de Sagunt. En aquell temps el port volia constituir un municipi propi independent de Sagunt, anomenat Port de Ferro. Com va agradar el nom de seguida va ser adoptat per tots. En els consegüents combats del mes d'agost la columna va arribar fins al Port Escandón, havent pres La Puebla de Valverde.
Seguint a aquesta columna, el CEP nomena al tinent d'artilleria Josep Benedito (posteriorment Delegat de Guerra del Comité Executiu Popular de València) com a encarregat de formar una columna que aniria cap a Terol. En aquests moments la Columna de Ferro encara seguia sent un conjunt poc organitzat d'unitats i no constituïen una columna sòlida. Va partir el 18 d'agost des de Castelló. Com a delegat polític aniria el sindicalista Domingo Torres, de la facció trentista de la CNT. Seria coneguda com a primera valenciana o més comuna, columna Torres-Benedito. Va avançar des de Mora de Rubielos fins a Corbalán, el 22 d'agost. Estaven a 19 km. de Terol. Estava dividida en Divisions (batallons). No era una columna enterament de la CNT posat que hi havia un batalló socialista (Divisió Pitarch, després Lenin). Altres divisions van ser la Malatesta, la Francisco Arín, la Gandía, la Castelló...
Per completar el panorama, cap al 20 d'agost és organitzada una nova columna, al comandament del diputat comunista Juan Antonio Uribes, assessorada pel comandant Pérez Martínez. Va avançar pel Túria i es va apoderar el dia 21 d'agost de Villel, a 16 km al sud de Terol.
Cap a principis d'octubre el Front de Terol estava compost d'aquesta manera:
- Columna Peire. Comandada pel tinent coronel Primitivo Peire, que se situa en Alfambra i porta uns 700 homes, una bateria i 8 metralladores.
- Columna de Ferro. Situada al sud-est de Castralvo. Forces regulars, 600 homes; milicians 1.600. Total 2.200, una bateria, dues metralladores, cinc morters de 81, dos de 50 i dos blindats.
- Columna Torres-Benedito. Comandada pel coronel Velasco Echave. Desplegada des de Muletón fins a Valdecebro. Forces regulars, 800 homes; milicians, 1.800. Total, 2.600. Una bateria, 16 metralladores, dos morters de 81, dos del 50, tres blindats.
- Columna Eixea-Uribes. Desplegada en la línia Cubla-Villel-Bezas. Forces regulars, 800 homes; milicians, 2.500; total, 3.050. Una bateria, dues metralladores, cinc morters de 81, dos de 50 i tres blindats.

Al davant, en el bàndol nacional, hi havia més de 4.000 defensors al comandament del general Posa't com a cap de divisió i del coronel Muñoz Castellanos com a comandant militar. A més hi havia una altra columna mòbil formada per uns 1.835 homes al comandament del tinent coronel Galera. Tenien dues seccions de bateries de 75 i altres dues de 105.
Segons el Ministeri de guerra hi havia el 5 de setembre uns 5.500 homes, sent uns 3.600 milicians, i la resta soldats i guàrdies. No obstant això, els milicians moltes vegades no s'inscrivien en les llistes del ministeri, especialment els anarquistes, per la qual cosa el compte probablement és superior. La xifra de 8.550 homes en el front de Terol organitzats en 4 columnes es correspon al recompte del 15 d'octubre. Pel 25 del mateix mes es reconeixen 10.430, entre ells 6.837 milicians.
La columna Peire no va sortir cap al front fins a finals de setembre i principis d'octubre. Es componia de 700 soldats encara que se li van afegir bastants milicians del Partit Obrer d'Unificació Marxista, d'Izquierda Republicana i comunistes. Va ser una columna políticament propera al POUM, i els seus milicians també van dur a terme col·lectivitzacions als pobles en els quals es van instal·lar. A la fi d'any, la columna tenia uns 2.000 efectius, més altres 1.100 voluntaris instal·lats a Xèrica. Més tard el comandament se li lliuraria al comandant Serrano, sent coneguda després com a Columna Serrano, que donaria motiu al control de la columna per part dels comunistes.
La columna Eixea-Uribes també es completa definitivament a l'octubre. Estaria organitzada ja al setembre en batallons: el Juan Marco, amb 468 milicians; l'Uribes (que van ser les milícies que van sortir a l'agost), amb 515; el Germanía, amb 554; el Pablo Iglesias, amb 383; i el València, amb 718. Estaria formada amb militants de la UGT, comunistes i socialistes, però aviat estaria sota la influència dels comunistes. El Juan Marco participaria en la batalla de Màlaga (1937).

## Les columnes milicianes de la CNT
Com hem vist el CEP estava al comandament de la guerra a València, i a poc a poc, en tot el Llevant. Va començar organitzant la columna Torres-Benedito, la d'Uribarri i la Uribes. La Columna de Ferro, no obstant això, s'havia organitzat al marge del CEP. Al setembre la situació s'havia aclarit bastant, i el front que preocupava era únicament el de Terol. Per això es dona la creació de la columna Peire i el reforç de la Uribes, que es coneixerà a partir de llavors com la columna Eixea-Uribes.
El 16 de setembre a València es crea la Guàrdia Popular Antifeixista, que ràpidament se li coneixerà popularment com la maca, per fer-se càrrec de l'ordre públic. Vindria a substituir a la Guàrdia d'Assalt a la ciutat. Estaria composta per militants dels partits antifeixistes i dels sindicats. Es compondrien en seccions de 14 homes cadascuna. Cada 4 seccions estarien comandades per un militar. Estaria comandada pel secretari d'Ordre Públic del CEP, el socialista comandant Navacerrada. Aquesta guàrdia de seguida tindria enfrontaments amb els revolucionaris de València. Encara que per la seva formació la GPA fos semblada a les Patrulles de Control a Barcelona, en estar a València l'ordre públic en mans d'un militar socialista el resultat serà totalment diferent. Les Patrulles de control barcelonines tampoc estarien enquadrades militarment.
Mentre que les columnes existents a Terol queden immòbils per falta de munició, es van formant noves unitats. La Torres-Benedito ataca Teruel pel nord, aconseguint prendre Tortajada i el Muletón. En l'espai que deixa lliure es col·locarà la Columna CNT núm. 13. Aquesta unitat havia estat organitzada a València pel cenetista Santiago Tronchoni al setembre. Tronchoni havia estat a la Columna de Ferro, però havia estat ferit en el front. Estant convalescent va organitzar aquesta columna, que comptaria al principi amb 900 milicians. A la fi de novembre aquesta unitat ja tindria 1.200.
A l'octubre es formaria una nova columna anarquista, la Columna Iberia, formada en la rereguarda per militants de les Joventuts Llibertàries i de la FAI. Formaven el seu Comitè de Guerra (l'Estat Major en les columnes anarquistes), Modest Mameli, José Padilla, Miguel Blasco, i Segarreta. Eren tots de la FAI i havien estat expulsats de la Columna de Ferro per diferents motius. Sol·licitarien anar a Madrid, que en aquells moments era atacada, però no se'ls va autoritzar. Va quedar formada per uns 1000 milicians i altres 700 que estaven als seus domicilis a l'espera de ser cridats.
Però de Madrid va arribar a l'octubre al capdavant de Terol la Columna del Rosal. La integren 8 centúries de la columna Tierra y Libertad, el batalló Mora amb 650 homes, el batalló Juvenil Llibertari amb altres 650, el batalló Orobón Fernández amb 600, i el batalló Ferrer amb d'altres. En total 3.200 combatents. Estava comandat pel tinent coronel Del Rosal i amb Cipriano Mera de delegat de milícies, el cap de l'Estat major era el cenetista Antonio Verardini. La columna va participar en accions en la serra d'Albarrasí, encara que sense poder prendre Terol. Passarà tot el mes d'octubre en aquest front. Una part de la columna (1.000 homes) tornarà a Madrid quan aquesta és voltada per les tropes nacionals. La resta seguirà a Terol.
Una altra unitat sorgida arran de la Columna de Ferro va ser l'anomenada Divisió Malatesta. El terme Divisió en les columnes de Llevant, equivalia a batalló. Es componia de 5 centúries. L'origen d'aquesta escissió va ser que la Divisió de Ferro, dins de la Columna de Ferro, va començar a xocar políticament amb la direcció de la columna (els germans Pellicer). Es va fer ressò dels libels que corrien sobre la columna en la rereguarda, en la qual qualsevol malifeta era endossada a la Columna. La Divisió Malatesta passaria a la columna Torres-Benedito.
La Columna Temple y Rebeldía, va ser una altra columna de la CNT, formada a mitjan desembre per camperols dels pobles valencians. Va ser anomenada així per una peça teatral escrita per Ernesto Ordaz en honor de la FAI. Se situaven en la caserna de la Guàrdia Civil de Burjassot. Tenia al voltant de mil allistats però mai va poder entrar en combat fins que va ser militaritzada.
El batalló Jaime Cubedo estava format a partir de voluntaris pertanyents al Partit Sindicalista, afiliats a la CNT. Va ser assignat a la Torres-Benedito. A Astúries va haver-hi un altre batalló sindicalista anomenat Cubedo. Jaime Cubedo va ser diputat per Saragossa del Partit Sindicalista.
L'última unitat de la CNT va ser l'anomenada Columna Confederal núm. 2. També la hi va conèixer com a Primera Columna Confederal, i va substituir al front la Columna de Ferro al març de 1937, quan aquesta va baixar a la rereguarda a descansar. El seu armament va ser el que deixava la columna de Ferro. Es militaritzaria en el mateix front l'1 d'abril.
En tant a les altres forces polítiques a Terol es van afegir a les milícies l'anomenada Columna Chola, que va ser creada per la Delegació de Milícies del CEP al novembre de 1936, a instàncies de la Divisió Valenciana (sortida de la columna comunista Eixea-Uribes) i d'un militar professional que havia perdut a una filla (infermera a Sigüenza) a mans de les tropes franquistes, i que volia retre-li homenatge promovent una columna amb el seu nom familiar. Amb prou feines va intervenir en accions militars com a columna autònoma, perquè a la fi de desembre el Govern Republicà pràcticament controlava ja la direcció militar d'aquest front, i estava decidit a la seva militarització.
Altres unitats que van arribar al capdavant van ser la 22a Brigada Mixta, del comunista Francisco Galán i la XIII Brigada Internacional. En aquesta brigada internacional, el tracte donat a les seves tropes per part del seu comandant, i la seva ocupació com a carn de canó en les batalles, va provocar que al desembre, el que quedava del batalló Louise Michel (compost de francesos i belgues) s'unís a la Columna de Ferro. Formarien la centúria Internacional. Els caps de la brigada internacional considerarien a aquests com a desertors, com si s'haguessin passat a l'enemic.
Al desembre hi hauria ja al voltant de 20.000 combatents en el front de Terol, dels que un 55% pertanyien a la CNT.

## Llevantins en altres fronts
No només van dedicar els seus esforços les milícies de Llevant a Terol. També van participar en altres fronts. Ja hem dit que el 22 de juliol va sortir un comboi de Guàrdies d'Assalt i voluntaris cap a Madrid. També que el 24 va sortir la columna Casas Sala cap a Terol, però que va ser destruïda. Dels supervivents d'aquesta columna, després d'un període de descans i reorganització a Castelló, es formaria el batalló Matteotti, de tendència socialista. Seria enviant al capdavant de Madrid a l'octubre. També que el 25 de juliol es pren Albacete, que tenia una important guarnició de guàrdies civils però que estava aïllada d'altres focus revoltats, per la qual cosa la seva caiguda semblava inevitable.
Un dia abans de la partida de les primeres unitats del que seria la Columna de Ferro (el 7 d'agost), sortiria de València una unitat comandada per Manuel Uribarri. Era una columna mixta entre guàrdies d'assalt, carabiners i voluntaris (bastants de la CNT). Aquesta columna de 300 homes participaria per la seva pròpia iniciativa, sense coordinar-se amb ningú, en
la conquista de les Illes Balears. Van prendre el dia 8 l'illa de Formentera, sense amb prou feines oposició armada. De seguida Uribarri es va posar a la disposició d'Alberto Bayo, que dirigia l'operació i que havien pres l'illa d'Eivissa. No obstant això, tots dos militars van xocar, la qual cosa va portar Uribarri a abandonar les illes i tornar a València amb els seus homes. Allí va ser reasignat a Extremadura on, al comandament ja de més de 1.000 homes, va prendre Alía, Càceres, el 19 d'agost en el seu avanç cap a Guadalupe. Els Milicians d'Uribarri van desertar en massa davant el contraatac de les forces de la columna Castejón, i la columna va haver de retirar-se fins a El Puente del Arzobispo. La columna va seguir durant setembre i octubre pels fronts del Guadiana i el Tajo, rebent nous reclutes. Amb efectius de la columna es van formar les brigades 46 i 109 de l'Exèrcit Republicà.
Les primeres milícies d'importància van sortir cap a Còrdova a mitjan agost. Estaven dirigides pel general Miaja, que va arribar al comandament d'unes tropes des d'Albacete. Es van ajuntar uns 4.000 homes per prendre Còrdova. Entre elles hi havia un batalló de la CNT de Llevant, que se li coneixeria com a Batalló Alcoi, així com soldats de Castelló. El dia 20 d'agost s'aproximen a la ciutat andalusa envoltant-la en una tenalla de 5 columnes des de diverses adreces. Els alacantins anirien enquadrats en l'Agrupació Pérez Sales (dirigida per Joaquín Pérez Salas). L'atac es va detenir a 8 km. de la ciutat. Encara que una altra columna va arribar a 6 km. al Cerro Muriano, on el cèlebre fotògraf Robert Capa capturaria la mort de l'anarquista Federico Borrell García, llavors secretari de les Joventuts Llibertàries d'Alcoi. La foto va fer la volta al món caracteritzant la guerra civil espanyola, i els horrors de la guerra, des de llavors. El batalló Alcoi resultaria gairebé destruït en la batalla i va haver de recompondre's. El fracàs de l'operació va posar en evidència les deficiències de les forces republicanes a la zona, situació que seria aprofitada per les tropes revoltades unes setmanes després.
Des d'Alacant s'organitzaria la Columna Maroto. Estava comandada per l'anarquista granadí Francisco Maroto del Ojo, que residia a Alacant en 1936. Van sortir uns 270 milicians de la ciutat el dia 7 d'agost, encara que al setembre de 1936 ja eren més de 1.000. La columna va ajuntar als arribats d'Alacant amb els fugits de Granada, així com voluntaris dels pobles andalusos i murcians. Va ser un símbol de la Revolució llibertària en terres andaluses i per això atacada i difamada per socialistes i comunistes. Amb la militarització seria la 147 brigada mixta.
D'Alacant, Múrcia i Cartagena sortirien per reforçar Madrid, durant novembre de 1936, els anomenats Batallons Espartacus, de la CNT. Van ser quatre i van entrar en acció al desembre. Donarien lloc a la 77 Brigada Mixta.
Pel Cinquè Regiment que combatia a Madrid es formarien la Companyia "Juanita Rico" procedent de Iecla (Múrcia), la Columna Alacant (composta pels batallons Alacant i Elx, d'aquestes ciutats), el Tigres Vermells d'Elx, i el Voluntaris de Múrcia; cap als fronts de Granada anirien el batalló Fernando Condés i el Matías García de Cartagena.

## La Revolució a Llevant
En ser derrotats els militars revoltats, es produeix una immediata explosió de goig col·lectiu a la zona republicana. Són derrotades les dretes, i no solament els militars i els feixistes. Es subvertiren els rols fins llavors establerts a Espanya i els que fins llavors havien estat en condicions precàries veuen la seva oportunitat per rescabalar-se. A les ciutats industrials valències i murcianes es comencen a confiscar les empreses pertanyents als feixistes fugits.
Freturosos d'un sistema de coacció - ja que l'exèrcit s'ha revoltat i han de construir un altre gairebé des de zero i les forces policials, encara que estan presents es veuen impotents i deslegitimades davant l'embranzida popular - els partits republicans que formen el Front Popular no aconsegueixen que les aigües tornin a la seva llera. La Vaga General convocada pels sindicats segueix durant setmanes, fins a la primera setmana d'agost. Fins i tot llavors molts treballadors ja no tornen al treball. I si ho fan és prenent el control de l'empresa. Es formen nombrosos comitès de fàbrica que gestionen les empreses a partir de llavors. També es van col·lectivitzant i socialitzant la indústria, la pesca i, progressivament, l'agricultura.
En tant a la CNT, aquesta és presa per sorpresa per l'aixecament militar. No tenien una estratègia a seguir en Llevant. Recordem que la CNT acabava de resoldre la seva escissió al maig de 1936, i que els comitès, encara que estaven formats, no tenien molt rodatge. La CNT aviat va ser reconduïda per la facció trentista, moderada i sindicalista, que aviat va acceptar la política de col·laboració amb les altres forces antifeixistes. Arran de l'Aliança Obrera, a València hi havia una bona entesa amb la UGT. Tant va ser així que durant el mes d'agost el periòdic Las Provincias va ser substituït pel del comitè de vaga de la ciutat, l'UGT-CNT. Encara que més tard cada organització trauria el seu. Els llibertaris publicarien Fragua Social, que a partir de llavors seria el seu portaveu a Llevant.
El predomini del sector sindicalista en la CNT valenciana va fer que s'entenguessin bé amb els republicans i els socialistes. Quan es va constituir el Comitè Executiu Popular (CEP), els llibertaris li van cedir la iniciativa en l'aspecte militar. Així doncs, el CEP, amb el beneplàcit dels sindicalistes, va començar a reconstruir les forces de l'ordre, formant al setembre la Guàrdia Popular Antifeixista. El comandament de les milícies populars valencianes va recaure en el diputat comunista Vicente Uribe Galdeano, que aviat va proveir unes columnes millor que les altres. Cap a octubre de 1936, els comunistes ja controlaven l'exèrcit de milícies, almenys els comandaments i els llocs clau.
No obstant això, els llibertaris van preferir dedicar-se a l'economia, deixant de costat les qüestions polítiques. Buscaven un acord global amb la UGT para *colectivizar la producció. La UGT en Llevant, per la seva banda, estava dominada pel sector Largocaballerista, i en bastants casos era partidària de la col·lectivització. Això es va poder veure clar en el camp, on la Federación Nacional de Trabajadores de la Tierra, de la UGT, es va llançar a col·lectivizar l'agricultura amb la mateixa intensitat que la mateixa CNT. En 1937 van arribar a haver-hi 350 col·lectivitats oficialment registrades, però l'autor Frank Mintz calcula "503 col·lectius com a mínim en l'agricultura, que afectarien a 130.000 persones. En la indústria la xifra mínima i hipotètica és de 30.000."
Per la seva banda la FAI, després de la partida de les columnes al front (on van els militants més compromesos), queda pràcticament inoperant. No és fins al mes de setembre quan comença la seva reconstrucció. Es fa aquesta a través del grup Los Iconoclastas, des de l'Ateneu de Divulgació Anarquista de València. També des del grup Nosotros es trauria un diari amb idèntic nom. Seria la veu de la Columna de Ferro, que a més tindria un diari propi, Línea de Fuego. Al principi la línia de la FAI i la de la Columna de Ferro seria la mateixa, favorable a la revolució social sense embuts. No obstant això segons passava la guerra, la FAI valenciana a poc a poc esdevingué partidària de la col·laboració antifeixista i de les postures que venia seguint la CNT. La Columna de Ferro es queda sola en la seva postura revolucionària, la qual cosa li porta a molts enfrontaments dialèctics i orgànics amb les organitzacions llibertàries. Des de llavors serà un refugi per als intransigents de l'organització.
En el ple de la CNT de novembre de 1936, la CNT dona ja la xifra de 300.000 afiliats (i arribaran a mig milió en 1937). La UGT per la seva banda per les mateixes dates té ja 400.000. El poder de tots dos sindicats és immens i això acaba reflectint-se en la creació de la Conselleria d'Economia del *CEP. Va ser l'última victòria dels sindicalistes llibertaris, ja que a partir de llavors, arribaria el Govern d'Espanya a València fugint del front de Madrid, i aquest serà totalment hostil a qualsevol intent d'autonomia econòmica. També atacaria la presència del Govern l'intent d'Estatut d'Autonomia que estava tramitant el CEP. El CEP s'autodissoldria el 8 de gener de 1937. A més la UGT cauria sota certa influència dels comunistes, i començaria a boicotejar la revolució.
Però l'impuls col·lectivista va tenir un els seus principals desenvolupaments en el Consell Llevantí Unificat d'Exportació Agrícola (conegut pels seus inicials, CLUEA). Seria una iniciativa per centralitzar les exportacions de taronges a l'estranger, que era la principal font d'ingressos de València. El CLUEA seria una obra conjunta dels sindicats UGT i CNT. A partir de novembre de 1937 amb el reforçament del poder governamental va passar a les mans de la Central d'Exportació d'Agris. Encara que la seva labor va ser molt discutida, sembla que va ser important almenys pel volum de taronja exportada, que s'ha estimat en 700.000 tones que suposaren uns dos-cents milions de pessetes en divises.

## La batalla de Corbalán
Entre el 25 de desembre de 1936 i la primera setmana de gener de 1937 va tenir lloc una batalla per conquistar Terol. Es tracta del primer intent coordinat per prendre la ciutat i estava duta a terme pel comandament republicà en aquest front. També la hi coneixeria com a "Primera batalla de Terol", però també seria coneguda com la "batalla de Corbalán".
Encara no es podria qualificar d'"Exèrcit Popular" a les milícies que van participar en aquesta batalla perquè el gruix de les tropes republicanes estaven formades per les columnes milicianes que guarnien el front des de l'estiu del 36 i que no responien a cap tipus d'organització militar. Les úniques unitats militaritzades que van intervenir van ser la XIII Brigada Internacional i la 22 Brigada Mixta (manada pel comunista Galán), si bé depenent de la font a la qual acudim sembla que tampoc estaven totalment organitzades segons les plantilles teòriques i l'única cosa que va haver-hi van ser els seus batallons solts.
El pla republicà seria semblant al que es duria a terme al desembre de 1937 (vegeu Batalla de Terol), encara que en aquest punt hi ha de nou discrepàncies entre autors. Segons Salas Larrazábal, la idea era molt més ambiciosa perquè no sols es tractava de prendre Terol sinó de portar la línia del front fins a la zona de Monreal del Campo, Caminreal i Calamocha; allí s'unirien la Columna del Rosal, les valencianes i la Macià-Companys. En canvi, per a d'altres, com Valentín Solano, els atacs de la del Rosal i de la Macià-Companys només serien atacs de diversió per facilitar la conquesta de Terol. En qualsevol cas, els plans preveien la participació de sis columnes més una agrupació d'assalt:
- Columna Del Rosal: atacaria Gea de Albarracín i marxaria cap al Jiloca.
- Columna Macià-Companys: des de la zona de Vivel del Río Martín es llançaria cap a Calamocha.
- Columna Torres-Benedito: des del sector de Corbalán intentaria entrar a Terol per la zona del cementiri i la carretera d'Alcanyís.
- Columna de Ferro: des de la zona de Port Escandón marxaria cap a Terol seguint la carretera de València.
- Columna *Eixea: atacaria des de Villel seguint la carretera de Conca.
- Una altra columna atacaria des del sector de Paranys cap a Cella per unir-se amb la Columna Del Rosal.
- La XIII Brigada Internacional i la 22 Brigada Mixta (o parts d'ella), novençanes, formaven l'agrupació d'assalt que havia d'assegurar el "plus" de qualitat.

Per al suport artiller van arribar almenys tretze bateries d'artilleria (deu per a Terol, tres per a la Macià-Companys), amb assessors russos (Voronov), una companyia de tancs, un grup d'avions Breguets, un altre de Nieuports, l'esquadrilla de Malraux (en aquesta batalla se situen els successos de la pel·lícula "Sierra de Teruel") i una altra d'I-16.
Aquesta acumulació de tropes i material feia suposar la consecució dels objectius, atès que la intel·ligència republicana estimava en uns pocs milers d'homes la guarnició franquista i amb prou feines comptaven amb aviació i artilleria. No obstant això, l'ofensiva va ser un desastre per als republicans. Les operacions van començar el 25 de desembre de manera lenta i sense cap mena de sincronització entre totes les columnes, les quals a més no van saber treure partit de la supremacia aèria i artillera.
Les columnes que havien de marxar sobre Terol s'estampen en les línies exteriors de la ciutat i només prenen algunes cotes no decisives amb alt cost després de diversos dies de combat. Els atacs de diversió, tardans, van fracassar; la columna que havia de prendre Celadas falla. La Macià-Companys amb prou feines van passar de les seves línies inicials i la del Roser només va aconseguir momentàniament ocupar gairebé tota Gea (excepte la caserna de la Guàrdia Civil); a més no impedeixen l'arribada de reforços a Terol (tropes de la Brigada Mòbil de Galera, que amb el temps arribarà a tenir caràcter gairebé de Divisió).
Així doncs, es posa de manifest l'esquema que serà habitual gairebé sempre: la resistència de petites guarnicions però disciplinades i ben dirigides es basten per contenir a tropes molt superiors en nombre o almenys aguantar sense pèrdues decisives fins a l'arribada de reforços que conjurin el perill o fins i tot permetin explotar un possible èxit si es desfonen els republicans. A partir del 30 de desembre ja es fan notar els reforços a les diverses àrees de combat i hi ha un capgirell: es perd Gea d'Albarrasí, els de la Macià-Companys ja portaven diversos dies a la defensiva i entorn de Terol el combat s'ha estancat i lentament els franquistes recuperen les posicions perdudes (cota 962, posicions de Castralvo). Finalment al llarg de la primera setmana de gener cessa el combat i el front torna a la calma tibant prèvia.
La principal conseqüència després del fracàs de l'ofensiva va ser el decidit impuls de la "militarització" de les columnes d'aquest sector i la seva conversió en Brigades Mixtes (entre gener i març de 1937). A més va suposar un cop a la moral de les columnes participants i es van accentuar les picabaralles entre elles: les comunistes tiraven la culpa a les anarquistes i viceversa; les de València es queixaven de la poca col·laboració de les catalanes (aquestes depenien tècnicament de la Generalitat de Catalunya), etc. A més de baixes sensibles (va haver-hi bastants oficials morts i ferits, entre ells Galán, cap de la 22 BM) també va haver-hi bastants desercions, encara que més a manera de transvasament entre les mateixes columnes que al camp franquista.

## La militarització
La militarització de les columnes llevantines va arribar al desembre de 1936. Ja amb l'arribada de la 22a Brigada Mixta i la XIII Brigada Internacional al capdavant quedava clar la destinació de tot el front. Des de les columnes comunistes no va haver-hi cap problema, ja que en principi estaven d'acord amb la militarització. Així, l'Eixea-Uribes va quedar convertida en la 57 BM (batallons Uribes, Germanías i el Chola) i la 58 BM (el Pablo Iglesias i soldats), i la Peire (o Serrano) formaria part de la 82 BM.
La columna del Rosal en el front d'Albarrasí (Terol), quedaria convertida en la 42 Divisió, amb la brigades 59 BM, (al comandament de José Neira, amb Sigrido Canut Martorell de comissari, de la CNT) 60 (al comandament de Dionisio Fernández López) i 61 (al comandament de Pedro Bernabé López). Va ser l'única divisió controlada per la CNT en aquest sector. El comandament republicà va refusar crear una altra divisió de la CNT com havia fet a Aragó amb les columnes Durruti, Ascaso i Ortiz (divisions 26, 28 i 25 respectivament).
Per tant, de la columna Torres-Benedito es va formar la 81 BM; de la columna de Ferro la 83 BM; de la Temple y Rebeldía van sortir dos batallons, un per unir-se a la 84 BM, i l'altre va ser afegit a la XIII Brigada Internacional, com a "compensació". La Confederal núm 2 també formaria part de la 82 BM. En tant a la CNT 13 durant la militarització va resultar dissolta i en el seu lloc es va formar el batalló Elit. La Columna Iberia probablement va ser utilitzada per cobrir les baixes de les altres columnes.
Cal dir que el tema de la militarització va suscitar una agra polèmica en la CNT. Hi havia partidaris i detractors. Entre els partidaris els delegats de les columnes de Madrid, i de les columnes Ortiz, Ascaso i part de la Durruti, entre els detractors els de la Columna de Ferro, la Maroto, un sector de la Durruti i Tierra i Libertad. Per debatre aquesta qüestió es va convocar un Ple nacional de Columnes de la CNT el 5 de febrer de 1937 a València. Aquest ple va ser convocat per les columnes Maroto, Temple y Rebeldía i Iberia. Els comitès superiors de la CNT estaven ja a favor de la militarització i van pressionar perquè aquesta assemblea no se celebrés, considerant-la il·legal.
En aquest ple es va discutir la militarització i van guanyar els partidaris a aquesta, quedant solament en contra els delegats de la Columna de Ferro, Terra i Llibertat (catalana en el front de Madrid) i la columna Durruti (sector Gelsa-Velilla, estant la resta a favor de la militarització).
La Columna de Ferro va ser militaritzada l'1 d'abril de 1937, perdent en el procés gran part dels seus efectius.